# Curmătură
Curmătură falu Romániában, Erdélyben, Fehér megyében.

## Fekvése
Nagylupsa közelében fekvő település.

## Története
Curmătura korábban Nagylupsa része volt. 1956 körül vált külön településsé 150 lakossal. 1966-ban 132, 1977-ben 84, 1992-ben 51, 2002-ben pedig 39 román lakossal.